# Nizámí Gandžaví
Nizámí Gandžaví (persky نظامی گنجوی‎, vlastním jménem Nizám-ud-dín Abú-Muhammad Iljás b. Júsuf b. Muajjad; 1141, Gandža – 1209, Gandža) byl perský básník narozený na území dnešního Ázerbájdžánu. Je jedním z nejvýznamnějších představitelů perské literatury. Dnes je považován za národního básníka v Ázerbájdžánu, ale i v Tádžikistánu, Afghánistánu, Íránu a v kurdských oblastech. Nebyl dvorním básníkem, takže o jeho životě se dochovalo málo informací. K nejoceňovanějším patří jeho cyklus pěti poém zvaný Chamse nebo Pandž Gandž (Pětice), mající tyto části:
- Machzan al-Asrar (Pokladnice tajemství) – mysticko-epický příběh arabského původu inspirovaný súfismem
- Khosrow o Shirin (Husrav a Širín) – romantický příběh nešťastné lásky sásánovského krále Husrava a arménské princezny Šírín, poněkud připomínající Tristana a Isoldu.
- Lajli o Madžnun (Lejla a Madžnun) – milostná romace pocházející z předislámské Arábie, má tragické vyústění.
- Eskandar Námeh – legendární životopis Alexandra Velikého.
- Haft Pajkar (Sedm obrazů nebo Sedm princezen) – volný cyklus sedmi kratších poém, které vypráví králi Bahrámu Gorovi jeho konkubíny. Známý je Příběh panice, vyznačující se rozpustilým humorem.

Myšlenkově je považován za představitele humanismu, přičemž předběhl humanismus evropský o několik století. Byl kritikem feudalismu a jeho popis budoucího šťastného zlatého věku připomíná žánr utopie. Nizámí byl i ústřední postavou vědeckého zájmu významného českého orientalisty Jana Rypky.